# تپه گله راه
تپه گله راه مربوط به عصر آهن دو I دوره هخامنشی - دوره ساسانیان - دوره ایلخانی است و در شهرستان دورود، بخش مرکزی، دهستان دورود، ۱ کیلومتری شمال شرقی روستای شکرآباد واقع شده و این اثر در تاریخ ۲۳ بهمن ۱۳۸۵ با شمارهٔ ثبت ۱۷۱۹۶ به‌عنوان یکی از آثار ملی ایران به ثبت رسیده است.